# TDK羽後
TDK羽後株式会社（ティーディーケイうご）は、電子部品の製造・販売を行っている会社。TDKの100%出資の子会社で、秋田県由利本荘市に本社を置く。2017年4月1日、TDKグループ内の組織再編に伴い、新たに設立されるTDK秋田（本社：由利本荘市）にTDK-MCC、TDK由利本荘と共に吸収合併され、解散した。

## 本社・工場
- 本社・大内工場： 秋田県由利本荘市大内三川字払川146-1
- 金浦工場： 秋田県にかほ市金浦字十二の前130
- 岩城工場： 秋田県由利本荘市岩城亀田亀田町字田町16-2

## 沿革

### 合併前
- 1970年1月30日  - 大内TDK株式会社設立。
- 1974年12月2日 - 金浦TDK株式会社設立。
- 1985年2月8日 - 湯沢TDK株式会社設立。
- 2001年11月28日 - TDKが秋田県と山形県にある100%出資の子会社11社のうち、8社を3社に統合すると発表。
- 2008年 - TDKイワキ株式会社設立。

### 合併後
- 2002年4月1日 - 大内TDKが金浦TDKと湯沢TDKを吸収合併し、商号をTDK秋田マニュファクチャリング株式会社に変更。
- 2005年4月1日 - 商号をTDK羽後株式会社に変更。
- 2010年4月1日 - TDKイワキを吸収合併。
- 2011年10月28日 - TDKが湯沢工場を2012年3月末で閉鎖すると発表。
- 2012年
  - 1月31日 - TDKが金浦工場を2013年3月末で閉鎖すると発表。
  - 3月31日  - 湯沢工場が閉鎖。
  - 11月27日 - TDKが金浦工場の閉鎖を延期すると発表。
- 2015年2月26日 - TDKが由利本荘市に新工場建設を発表。
- 2017年4月1日 - TDK秋田に吸収合併され解散。

## 生産品目

### 大内工場
- 積層チップ部品

### 金浦工場
- 高周波
- チツプバリスタ

### 岩城工場
- めっき